# Sulut
Sulut è un comune dell'Azerbaigian situato nel distretto di İsmayıllı. Conta una popolazione di 886 abitanti.